# Utgrävningstjärnen (Piteå socken, Norrbotten, 727371-173560)
Utgrävningstjärnen är en sjö i Piteå kommun i Norrbotten och ingår i Lillpiteälvens huvudavrinningsområde.